# Pastinaca aurea
Pastinaca aurea är en flockblommig växtart som beskrevs av Calest. Pastinaca aurea ingår i släktet palsternackor, och familjen flockblommiga växter. Inga underarter finns listade i Catalogue of Life.